# Saison 2016-2017 du Paris Saint-Germain Handball
Maillots
Chronologie
Saison 2015-2016 Saison 2017-2018
Actualités
Dernière mise à jour : 17 septembre 2017.

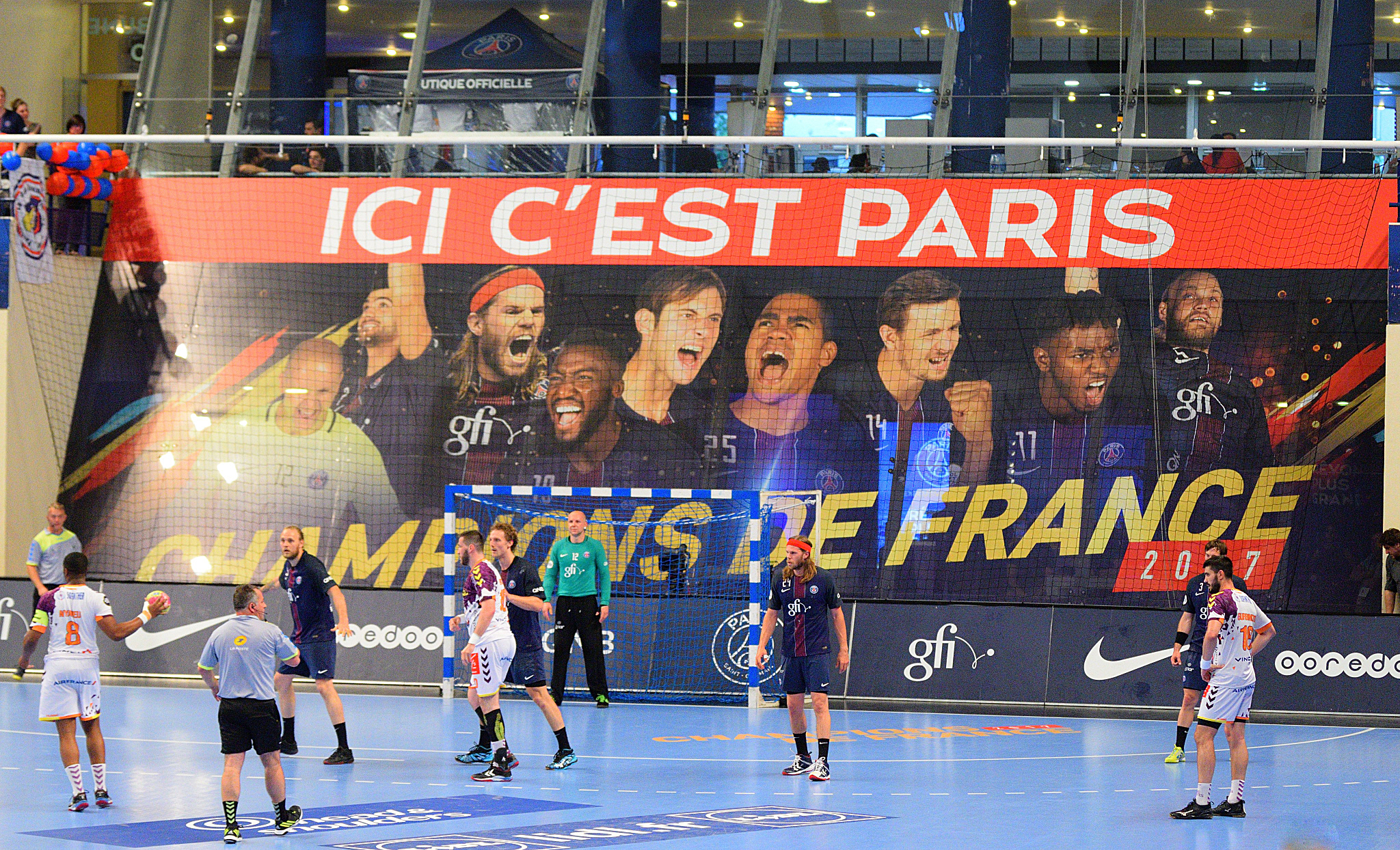
Visuel "Champions de France 2017" sur la verrière de Coubertin lors du dernier match du championnat de LidlStarLigue entre le PSG et le HBC Nantes. A Coubertin, le 8 juin 2017.

La saison 2016-2017 du Paris Saint-Germain Handball est la 29e saison en première division depuis 1985.

## Pré-saison

### Budget
Le budget pour la saison 2016-17 est de 17,4 M€, soit une augmentation de +5,1 % par rapport à la saison précédente.

### Transferts
| Nom | Nom                | Poste          | Provenance/Destination | Provenance/Destination      | Durée |
|     |                    |                | Arrivées               |                             |       |
|     | Gorazd Škof        | Gardien de but |                        | HBC Nantes                  | 1 an  |
|     | Jesper Nielsen     | Pivot          |                        | Füchse Berlin               | 3 ans |
|     | Luka Stepančić     | Arrière droit  |                        | RK PPD Zagreb               | 4 ans |
|     | Nedim Remili       | Arrière droit  |                        | US Créteil                  | 4 ans |
|     | Uwe Gensheimer     | Ailier gauche  |                        | Rhein Neckar Löwen          | 3 ans |
|     |                    |                | Départs                |                             |       |
|     | Fahrudin Melić     | Ailier droit   |                        | Chambéry                    | 3 ans |
|     | Igor Vori          | Pivot          |                        | RK PPD Zagreb               |       |
|     | Patrice Annonay    | Gardien de but |                        | Tremblay-en-France Handball | 2 ans |
|     | Róbert Gunnarsson  | Pivot          |                        | AGF Aarhus Håndbold         |       |
|     | Samuel Honrubia    | Ailier gauche  |                        | Tremblay-en-France Handball | 3 ans |
|     | Sergiy Onufriyenko | Arrière droit  |                        | Pays d'Aix UCH              |       |
|     |                    |                | Prolongations          |                             |       |

### Effectif
Note : Est indiqué comme étant en sélection nationale tout joueur ayant participé à au moins un match avec une équipe nationale lors de la saison 2015-2016.

## Compétitions

### IHF Super Globe
| Tour                            | Date       | Diffusion TV | Club recevant       | Score   | Club visiteur       | Rapport          |
| 1/4                             | 05.09.2016 |              | Paris Saint-Germain | 38 - 31 | Espérance de Tunis  | Feuille de match |
| 1/2                             | 06.09.2016 |              | KS Kielce           | 25 - 29 | Paris Saint-Germain | Feuille de match |
| Finale                          | 08.09.2016 |              | Füchse Berlin       | 29 - 28 | Paris Saint-Germain | Feuille de match |
| Le PSG Handball perd la finale. |            |              |                     |         |                     |                  |

La Coupe du monde des clubs de handball 2016, ou Super Globe 2016, se déroule à Doha, au Qatar. Le Paris-Saint-Germain est invité par l'IHF à y participer. En Finale, Le PSG a échoué face aux allemands de Füchse Berlin par 29 à 28.

### Trophée des Champions
| Tour                    | Date       | Diffusion TV | Club recevant       | Score   | Club visiteur        | Rapport          |
| 1/2                     | 16.09.2016 |              | Paris Saint-Germain | 32 - 27 | Montpellier Handball | Feuille de match |
| Finale                  | 17.09.2016 |              | Paris Saint-Germain | 35 - 26 | HBC Nantes           |                  |
| VAINQUEUR (3e victoire) |            |              |                     |         |                      |                  |

Les premiers matchs officiels se déroulent à Vendéspace lors de la 7e éditions du Trophée des champions les 16 et 17 septembre. Après une victoire contre Montpellier (32 à 27) en demi-finales, les parisiens s'imposent en finale face à Nantes (35 à 26). Les joueurs rentrent à Paris avec le premier titre de la saison.

### Coupe de la Ligue
| Tour                     | Date     | Diffusion TV | Club recevant       | Score   | Club visiteur       | Rapport          |
| Exempté de premier tour  |          |              |                     |         |                     |                  |
| 1/8                      | 30.10.16 |              | Caen Handball (D2)  | 27 - 39 | Paris Saint-Germain | Feuille de match |
| 1/4                      | 11.12.16 |              | Paris Saint-Germain | 38 - 37 | US Créteil HB\|     | Feuille de match |
| 1/2                      | 07.04.17 |              | Saint-Raphaël VHB   | 31 - 32 | Paris Saint-Germain | Feuille de match |
| Finale                   | 08.04.17 |              | Paris Saint-Germain | 31 - 27 | HBC Nantes          | Feuille de match |
| VAINQUEUR (1re victoire) |          |              |                     |         |                     |                  |

La phase finale (Final Four) se déroule au cours d'un même week-end, les 7 et 8 avril 2017, au Complexe René-Tys de Reims. Après trois finales perdues, Paris remporte enfin la première Coupe de la Ligue de son histoire.

### Coupe de France
| Tour                            | Date          | Diffusion TV | Club recevant                       | Score   | Club visiteur        | Rapport          |
| 16e                             | 18.12.2016    |              | Saint-Gratien/Sannois Handball (N1) | 30 - 38 | Paris Saint Germain  | Feuille de match |
| 1/8                             | 25-26.02.2017 |              | Paris Saint Germain                 | 28 - 34 | Montpellier Handball | Feuille de match |
| Le PSG Handball perd la finale. |               |              |                                     |         |                      |                  |

### Championnat

#### Détails des matchs

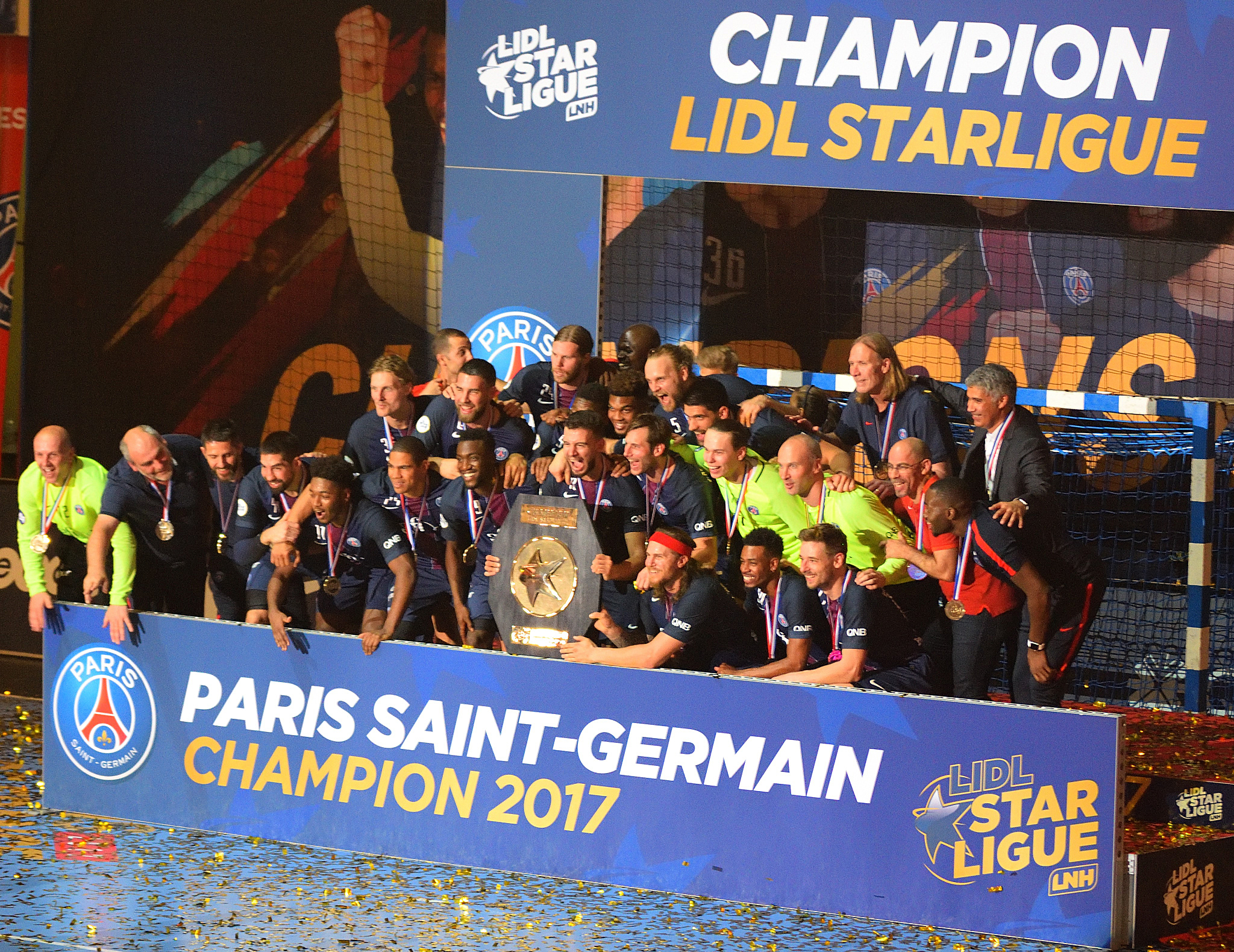
Le PSG sacré vainqueur du championnat après le dernier match de LidlStarLigue contre le HBC Nantes. A Coubertin, le 8 juin 2017.

| Journée                 | Date       | Diffusion TV | Club recevant              | Score   | Club visiteur              | Classement (sur 14) | Rapport          |
| MATCHS ALLERS           |            |              |                            |         |                            |                     |                  |
| J1                      | 21.09.2016 |              | Cesson-Rennes Métropole HB | 22 - 28 | Paris Saint-Germain        | 2e                  | Feuille de match |
| J2                      | 29.09.2016 |              | Fenix Toulouse             | 27 - 38 | Paris Saint-Germain        | 1re                 | Feuille de match |
| J3                      | 05.10.2016 |              | Paris Saint-Germain        | 34 - 32 | Pays d'Aix UCH             | 1re                 | Feuille de match |
| J4                      | 13.10.2016 |              | Dunkerque HGL              | 27 - 37 | Paris Saint-Germain        | 1re                 | Feuille de match |
| J5                      | 19.10.2016 |              | Paris Saint-Germain        | 38 - 25 | Sélestat AHB               | 1re                 | Feuille de match |
| J6                      | 27.10.2016 |              | Chambéry SH                | 26 - 33 | Paris Saint-Germain        | 1re                 | Feuille de match |
| J7                      | 09.11.2016 |              | Paris Saint-Germain        | 40 - 26 | US Ivry HB                 | 1re                 | Feuille de match |
| J8                      | 16.11.2016 |              | USAM Nîmes                 | 33 - 36 | Paris Saint-Germain        | 1re                 | Feuille de match |
| J9                      | 23.11.2016 |              | Paris Saint-Germain        | 31 - 25 | Montpellier Handball       | 1re                 | Feuille de match |
| J10                     | 30.11.2016 |              | USM Saran                  | 32 - 44 | Paris Saint-Germain        | 1re                 | Feuille de match |
| J11                     | 07.12.2016 |              | Paris Saint-Germain        | 28 - 24 | Saint-Raphaël VHB          | 1re                 | Feuille de match |
| J12                     | 14.12.2016 |              | Paris Saint-Germain        | 39 - 32 | US Créteil HB              | 1re                 | Feuille de match |
| J13                     | 21.12.2016 |              | HBC Nantes                 | 37 - 31 | Paris Saint-Germain        | 1re                 | Feuille de match |
| MATCHS RETOURS          |            |              |                            |         |                            |                     |                  |
| J14                     | 08.02.2017 |              | Paris Saint-Germain        | 37 - 23 | USAM Nîmes                 | 1re                 | Feuille de match |
| J15                     | 15.02.2017 |              | Sélestat AHB               | 19 - 31 | Paris Saint-Germain        | 1re                 | Feuille de match |
| J16                     | 01.03.2017 |              | US Créteil HB              | 28 - 29 | Paris Saint-Germain        | 1re                 | Feuille de match |
| J17                     | 08.03.2017 |              | Paris Saint-Germain        | 36 - 29 | Dunkerque HGL              | 1re                 | Feuille de match |
| J18                     | 15.03.2017 |              | Paris Saint-Germain        | 31 - 25 | Chambéry SH                | 1re                 | Feuille de match |
| J19                     | 22.03.2017 |              | US Ivry HB                 | 21 - 31 | Paris Saint-Germain        | 1re                 | Feuille de match |
| J20                     | 29.03.2017 |              | Paris Saint-Germain        | 42 - 31 | Fenix Toulouse             | 1re                 | Feuille de match |
| J21                     | 12.04.2017 |              | Montpellier Handball       | 33 - 34 | Paris Saint-Germain        | 1re                 | Feuille de match |
| J22                     | 19.04.2017 |              | Paris Saint-Germain        | 41 - 28 | Cesson-Rennes Métropole HB | 1re                 | Feuille de match |
| J23                     | 13.05.2017 |              | Saint-Raphaël VHB\|        | 29 - 32 | Paris Saint-Germain        | 1re                 | Feuille de match |
| J24                     | 17.05.2017 |              | Paris Saint-Germain        | 30 - 29 | USM Saran                  | 1re                 | Feuille de match |
| J25                     | 31.05.2017 |              | Pays d'Aix UCH             | 28 - 30 | Paris Saint-Germain        | 1re                 | Feuille de match |
| J26                     | 08.06.2017 |              | Paris Saint-Germain        | 37 - 38 | HBC Nantes                 | 1re                 | Feuille de match |
| VAINQUEUR (4e victoire) |            |              |                            |         |                            |                     |                  |

| Légende : | Victoire |  |  | Nul |  |  | Défaite |  |  | Score du club |  | : BeIn Sports |  |

Buts marqués par journée
Ce graphique représente le nombre de buts marqués lors de chaque journée du championnat.

### Ligue des champions
| Tours                                                       | Opposants              | Allers     | Allers  | Retours    | Retours | Rapports |
| ----------------------------------------------------------- | ---------------------- | ---------- | ------- | ---------- | ------- | -------- |
| Phase de groupe (Groupe A)                                  | THW Kiel               | 25.09.2016 | 28 - 27 | 12.03.2017 | 42 - 24 | Rapport  |
| Phase de groupe (Groupe A)                                  | Orlen Wisła Płock      | 02.10.2016 | 33 - 30 | 05.03.2017 | 25 - 29 | Rapport  |
| Phase de groupe (Groupe A)                                  | Kadetten Schaffhausen  | 08.10.2016 | 25 - 35 | 25.02.2017 | 34 - 26 | Rapport  |
| Phase de groupe (Groupe A)                                  | SG Flensburg-Handewitt | 16.10.2016 | 27 - 22 | 18.02.2017 | 33 - 34 | Rapport  |
| Phase de groupe (Groupe A)                                  | Bjerringbro-Silkeborg  | 23.10.2016 | 30 - 36 | 11.02.2017 | 32 - 27 | Rapport  |
| Phase de groupe (Groupe A)                                  | FC Barcelone           | 12.11.2016 | 33 - 26 | 03.12.2016 | 35 - 32 | Rapport  |
| Phase de groupe (Groupe A)                                  | MVM Veszprém KC        | 20.11.2016 | 28 - 29 | 27.11.2016 | 28 - 24 | Rapport  |
| Phase finale                                                |                        |            |         |            |         |          |
| 1/8 Finale                                                  | HBC Nantes             | 25.03.2017 | 26 - 26 | 01.04.2017 | 35 - 27 | Rapport  |
| 1/4 Finale                                                  | SC Pick Szeged         | 23.04.2017 | 27 - 30 | 29.04.2017 | 30 - 30 | Rapport  |
| Le Final Four dans la Lanxess Arena de Cologne en Allemagne |                        |            |         |            |         |          |
| 1/2 Finale                                                  | MVM Veszprém KC        | 03.06.2017 | 27 - 26 | Rapport    | Rapport | Rapport  |
| Finale                                                      | RK Vardar Skopje       | 04.06.2017 | 23 - 24 | Rapport    | Rapport | Rapport  |
| Le PSG Handball perd la finale.                             |                        |            |         |            |         |          |

| Légende : | Victoire |  |  | Nul |  |  | Défaite |  |  | Score du club |  |